# Trenza lateral de la juventud

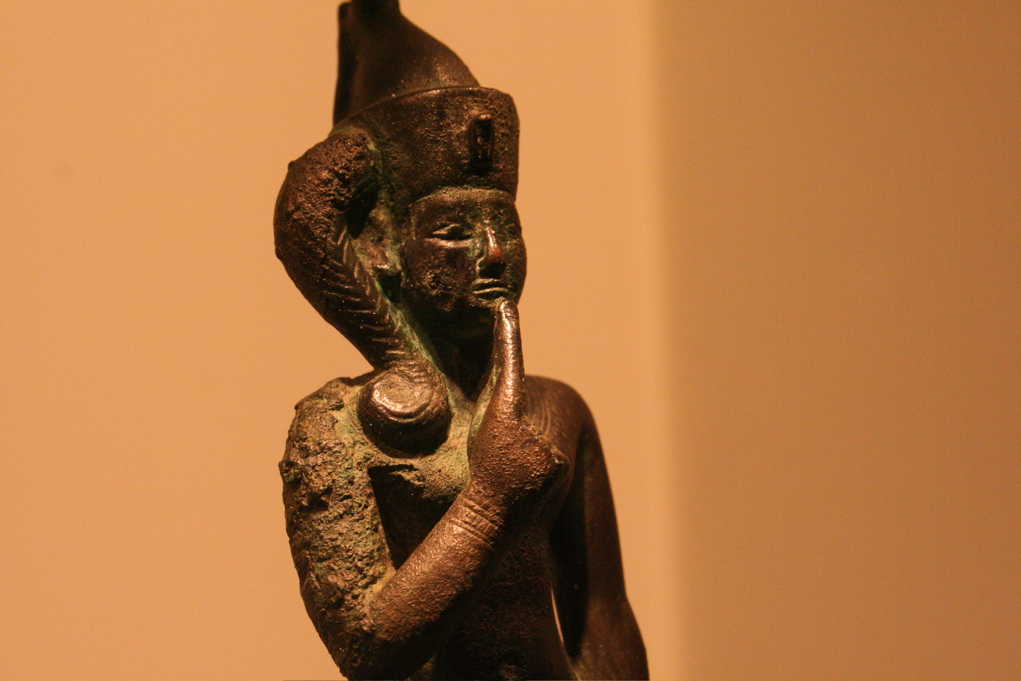
Harpócrates con la trenza lateral de la juventud y el dedo en la boca.

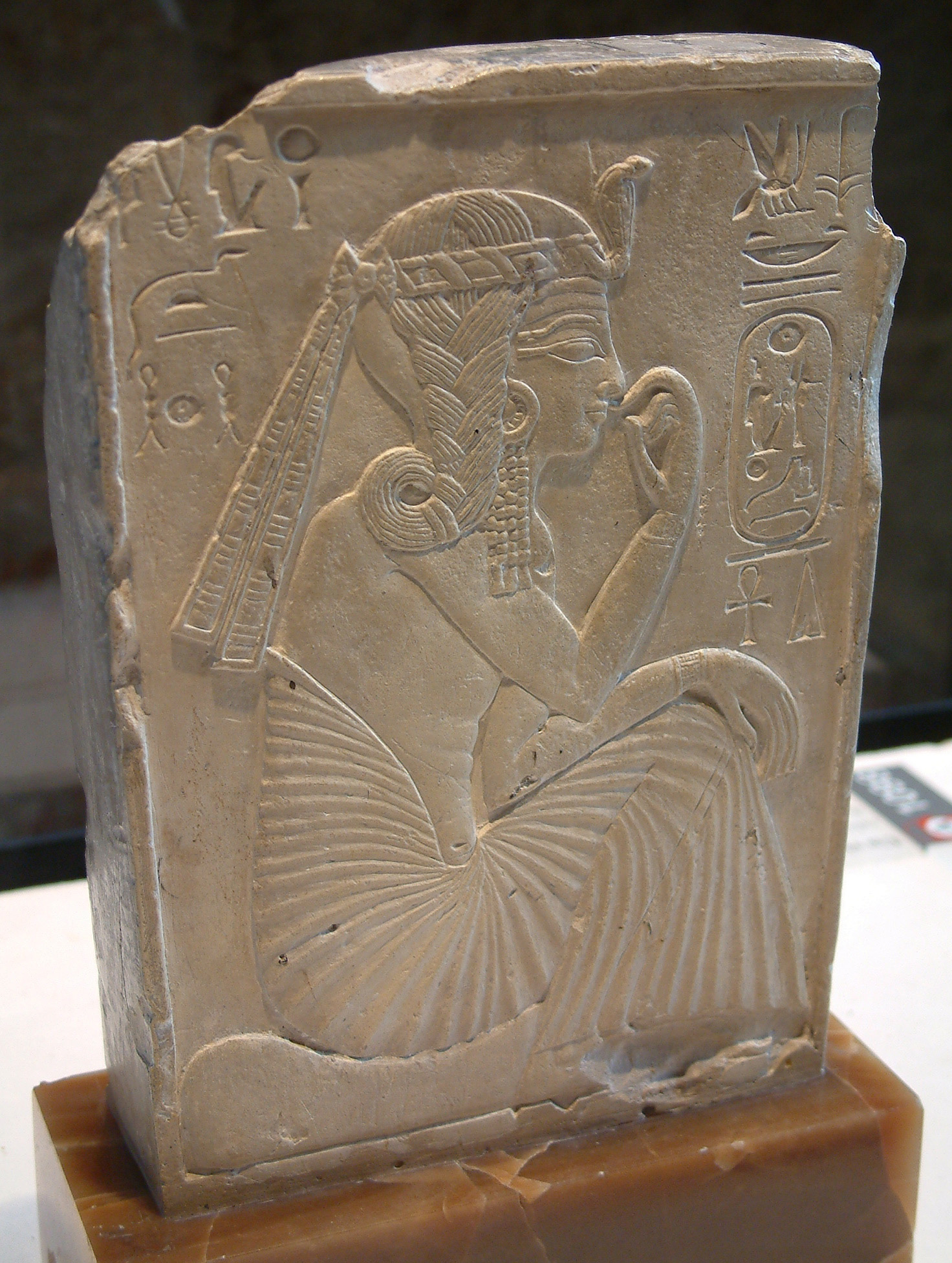
El joven faraón Ramsés II con su trenza lateral.

La trenza lateral de la juventud o coleta lateral fue un signo distintivo en el Antiguo Egipto. Tanto los infantes reales como las divinidades-niño como puede ser el caso de Iah, Ihy, Shed, Jonsu, Iunmutef o Harpócrates son representados con la cabeza parcialmente rapada y una trenza en el lado derecho de la cabeza que les cae sobre los hombros, en señal de su juventud.
Se rasuraba la cabeza de los niños dejando solamente un mechón de pelo que se trenzaba y terminaba en bucle, dejándolo caer a un lado cubriendo la oreja. Se utilizaba tanto en niñas como en niños hasta la pubertad, momento en que se afeitaba. Sin embargo, la edad de la pubertad no es precisa y puede haberse alcanzado alrededor de los diez años para las niñas y hasta la circuncisión para los muchachos (alrededor de 13 o 14 años). Existen dudas sobre el uso de esta trenza, si estaba generalizada para todos los jóvenes egipcios o no o si debía ser afeitada a una cierta edad. No obstante, si está comprobado que los príncipes la conservaban hasta edad bastante avanzada.
El joven príncipe Ramsés, hijo mayor del faraón Ramsés II y de la reina Isis-Nefert está representado en el gran templo de Abu Simbel junto a su padre en la batalla de Qadesh, con la trenza lateral.